# Comparative Biochemistry and Physiology – Part A: Molecular & Integrative Physiology
Comparative Biochemistry and Physiology – Part A: Molecular & Integrative Physiology, abgekürzt Comp. Biochem. Physiol. A Mol. Integr. Physiol., ist eine wissenschaftliche Fachzeitschrift, die vom Elsevier-Verlag veröffentlicht wird. Die Zeitschrift erscheint mit zwölf Ausgaben im Jahr und veröffentlicht Arbeiten, die sich mit Aspekten der Physiologie beschäftigen.
Der Impact Factor lag im Jahr 2014 bei 1,966. Nach der Statistik des ISI Web of Knowledge wird das Journal mit diesem Impact Factor in der Kategorie Physiologie an 52. Stelle von 83 Zeitschriften, in der Kategorie Zoologie an 31. Stelle von 153 Zeitschriften und in der Kategorie Biochemie und Molekularbiologie an 211. Stelle von 289 Zeitschriften geführt.